# Gunniopsis intermedia
Gunniopsis intermedia är en isörtsväxtart som beskrevs av Friedrich Ludwig Diels. Gunniopsis intermedia ingår i släktet Gunniopsis och familjen isörtsväxter. Inga underarter finns listade i Catalogue of Life.